# Латвийская футбольная федерация
Латви́йская футбо́льная федера́ция (латыш. Latvijas Futbola federācija) — организация, осуществляющая контроль и управление футболом в Латвии. Располагается в Риге. ЛФФ основана в 1921 году, член ФИФА с 1922, а УЕФА с 1992 года. Федерация организует деятельность и управляет национальными сборными по футболу, в их число входит и главная национальная сборная. Под эгидой союза проводятся соревнования в Высшей лиге, Первой лиге, Второй лиге и Кубке Латвии.

## Президенты ЛФФ
- Владимир Лесков (1990—1995)
- Модрис Супе (1995—1996)
- Гунтис Идриксонс (1996—2018)
- Каспар Горкш (2018—2019)
- вакантное (2019–2020)
- Вадим Ляшенко (2020–н. в.)